# Microtropis paucinervia
Microtropis paucinervia är en benvedsväxtart som beskrevs av Merrill, Amp; Chun och Freeman. Microtropis paucinervia ingår i släktet Microtropis och familjen Celastraceae. Inga underarter finns listade.